# Madonna col Bambino (Bonsignori)
Madonna col Bambino è un dipinto di Francesco Bonsignori, realizzato con la tecnica della pittura a olio su tela, conservato nel Museo di Castelvecchio a Verona.